# Stupendo fino a qui
Stupendo fino a qui è un singolo della cantante italiana Alessandra Amoroso, il primo estratto dal suo quinto album in studio Vivere a colori, scritto da Federica Camba e Daniele Coro e arrangiato da Andrea Rigonat.

## Descrizione
Il brano viene presentato in anteprima europea il 7 novembre 2015, durante la semifinale del programma Tú sí que vales su Canale 5 e successivamente pubblicato il 13 novembre in rotazione radiofonica, mentre dal giorno precedente viene reso disponibile in maniera gratuita in anteprima per tutti i fan della pagina ufficiale della cantante su Facebook: il brano infatti, è stato più volte presentato come un regalo della cantante per i suoi fan che, dopo la pubblicazione dell'album Amore puro, hanno atteso due anni un nuovo progetto discografico. Il brano, nonostante non venga rilasciato per la vendita digitale, esce comunque in radio, dove debutta alla posizione #14 della classifica italiana e #24 nella classifica generale. Anticipa l'album Vivere a colori, in uscita il 15 gennaio 2016.
il brano è stato inserito nella compilation Love 2016, oltre ad essere apprezzato anche oltreoceano: in particolare dalla band One Republic, che, in un tweet, elogiano la voce della cantante.

## Video musicale
Il videoclip, diretto da Gaetano Morbioli, viene pubblicato il 17 dicembre 2015 sul canale YouTube della cantante e vede protagonisti i fans che hanno voluto partecipare con i propri video mentre cantano in playback il brano. Durante il videoclip la cantante si trova davanti a un grande schermo dove vi sono tutti i video dei fans.
Del brano vi è anche una versione lyric video che viene pubblicata il 18 novembre 2015 sul canale Youtube della cantante.

## Tracce
Download digitale
1. Stupendo fino a qui – 3:48 (Federica Camba, Daniele Coro)

## Formazione
- Alessandra Amoroso - voce
- Francesco Cainero - basso
- Cristiano Norbedo - tastiera, pianoforte, programmazione
- Leonardo Di Angilla - percussioni, programmazione
- Andrea Rigonat - chitarra acustica, chitarra elettrica, programmazione